# جون وارنر (لاعب كرة قدم)
جون وارنر (بالإنجليزية: John Warner)‏ (20 نوفمبر 1961 ببادنغتون في المملكة المتحدة - ) هو مدرب كرة قدم ولاعب كرة قدم بريطاني في مركز الهجوم. لعب مع كولتشستر يونايتد وهيبريدج سويفتس وباورز آند بيتسي وBurnham Ramblers F.C. ‏ ونادي داغنهام ‏ ونادي رومفورد ‏.